# Bảo tàng Bán Pha Tây An

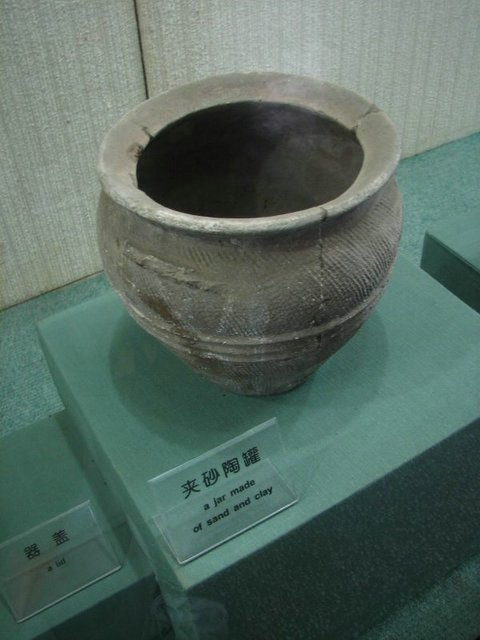
Hiện vật như chiếc bình đất sét này được trưng bày trong bảo tàng ở Làng Bán Pha.

Bảo tàng Bán Pha Tây An (tiếng Trung: 西安半坡博物馆) là một bảo tàng tọa lạc tại thành phố Tây An, tỉnh Thiểm Tây, Trung Quốc. Bảo tàng này lưu giữ các hiện vật từ di chỉ Bán Pha. Bảo tàng cho phép du khách tiếp cận các công trình được khai quật, có cả một bộ sưu tập hiện vật từ địa điểm và cũng có một số ngôi nhà được xây dựng lại sở hữu thiết kế giống với khu định cư thời kỳ đồ đá mới.
Bên cạnh đó, bảo tàng còn có thêm tuyến xe buýt chở khách đi tham quan khởi hành từ chỗ Đội quân đất nung và từ Tây An.
Năm 1974, một viên kỹ sư người Áo tên là Ernst Wegerer từng đến thăm bảo tàng này thì tình cờ nhìn thấy hai chiếc đĩa đá Dropa. Khi Wegerer hỏi chuyện về những chiếc đĩa đá này thì người quản lý không nói được gì cả nhưng cho phép ông ta cầm một chiếc trên tay và chụp ảnh cận cảnh. Ông tuyên bố rằng trong các bức ảnh của mình không thể nhìn thấy hàng chữ tượng hình vì chúng đã bị đèn flash của máy ảnh che khuất và cũng do số đĩa này dần xuống cấp. Đến năm 1994, những cái đĩa đá này và tay quản lý đột nhiên biến mất tăm hơi khỏi bảo tàng.